# Liga Mexicana 1906/07
In 1906/07 werd het vijfde seizoen gespeeld van de Liga Mexicana de Football Amateur Association, de hoogste voetbalklasse van Mexico. Reforma AC werd kampioen.
San Pedro Golf Club had de naam gewijzigd in México Country Club.

## Eindstand
| Plaats | Club                | Wed. | W | G | V | Saldo | Ptn. |
| ------ | ------------------- | ---- | - | - | - | ----- | ---- |
| 1.     | Reforma             | 8    | 6 | 0 | 2 | 16:6  | 12   |
| 2.     | British Club        | 8    | 5 | 0 | 3 | 8:9   | 10   |
| 3.     | Puebla AC           | 8    | 3 | 3 | 2 | 8:6   | 9    |
| 4.     | México Country Club | 8    | 3 | 1 | 4 | 8:11  | 7    |
| 5.     | Pachuca AC          | 8    | 0 | 2 | 6 | 0: 8  | 2    |

|  | Kampioen                              |
|  | Puebla werd na dit seizoen ontbonden. |

### Kampioen
| Liga Mexicana de 1906/07    |
| Mexica                      |
| --------------------------- |
| REFORMA Kampioen (2° titel) |

## Topschutters
| Speler            | Speler         | Goals | Club         |
| ----------------- | -------------- | ----- | ------------ |
| Vlag van Engeland | Percy Clifford | 5     | British Club |